# Мармутьєрське абатство (Тур)
Мармутьє́рське аба́тство (лат. Monasterium maius, «великий монастир»; фр. abbaye de Marmoutier) — колишнє католицьке бенедиктинське абатство у Франції, в околицях міста Тур. Засноване 372 року турським єпископом святим Мартином як його заміська резиденція. Згодом отримало статус абатства, що було названо на честь засновника. У VII столітті, з дозволу папи Адеодата II, стало самоврядним монастирем, звільненим з-під єпископської юрисдикції. 853 року зруйноване вікінгами. На ХІ століття було одним із найбільших і найбагатших абатств Французького королівства. Після нормандського завоювання Англії керувало рядом церков і землеволодінь на Британських островах. Підтримувало тісні стосунки зі Святим Престолом, було одним із центрів проповідування хрестових походів до Святої Землі. Занепало у ХІІІ столітті. Частково пошкоджене і пограбоване 1562 року гугенотами в ході релігійних війн у Франції. Ліквідоване 1799 року внаслідок Французької революції. Більшість будівель абатства зруйнована; у вцілілих розташована католицька приватна школа. Стара офіційна назва — аба́тство свято́го Ма́ртина Ту́рського.

## Галерея

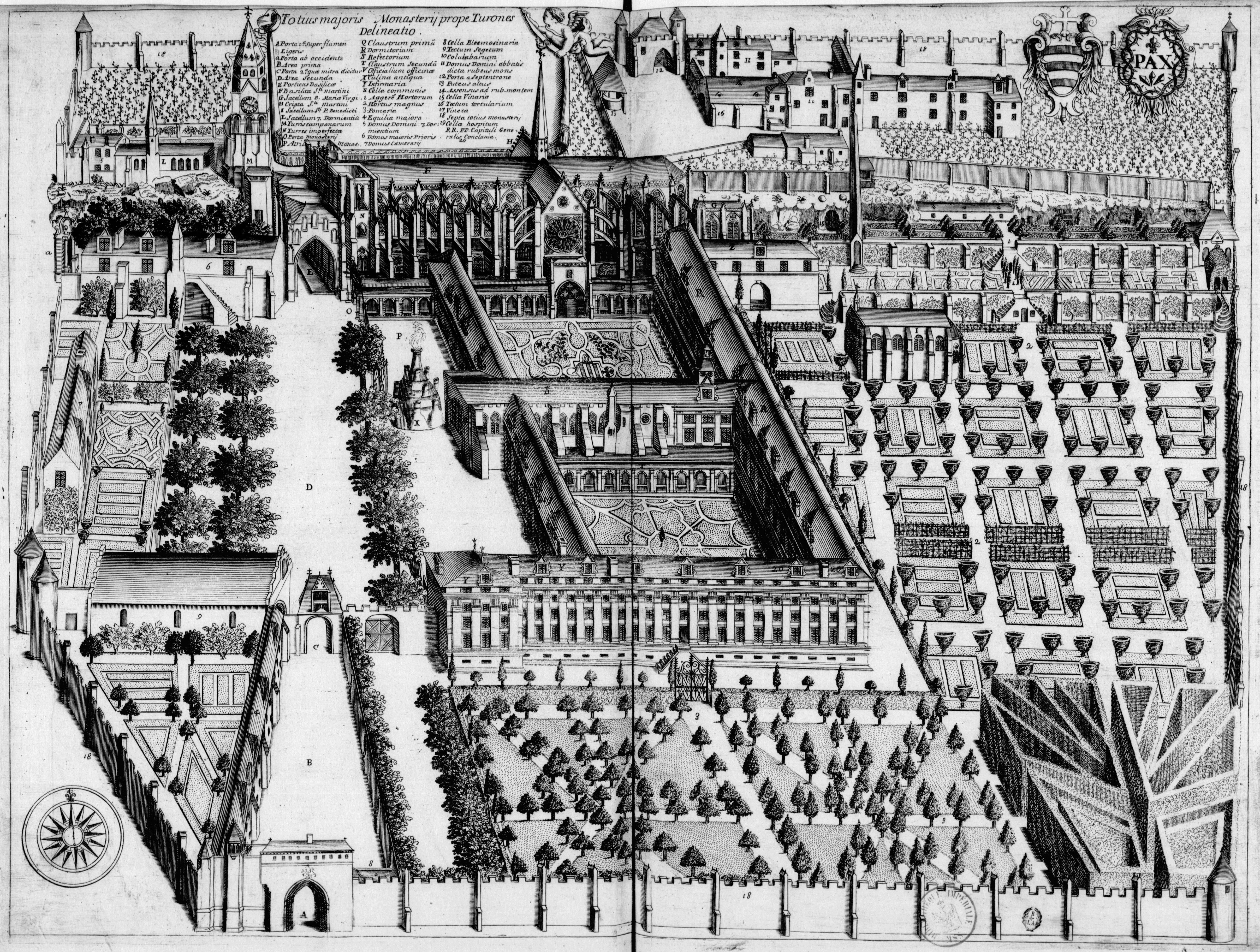
Абатство (XVII ст.)
РуїниРуїни
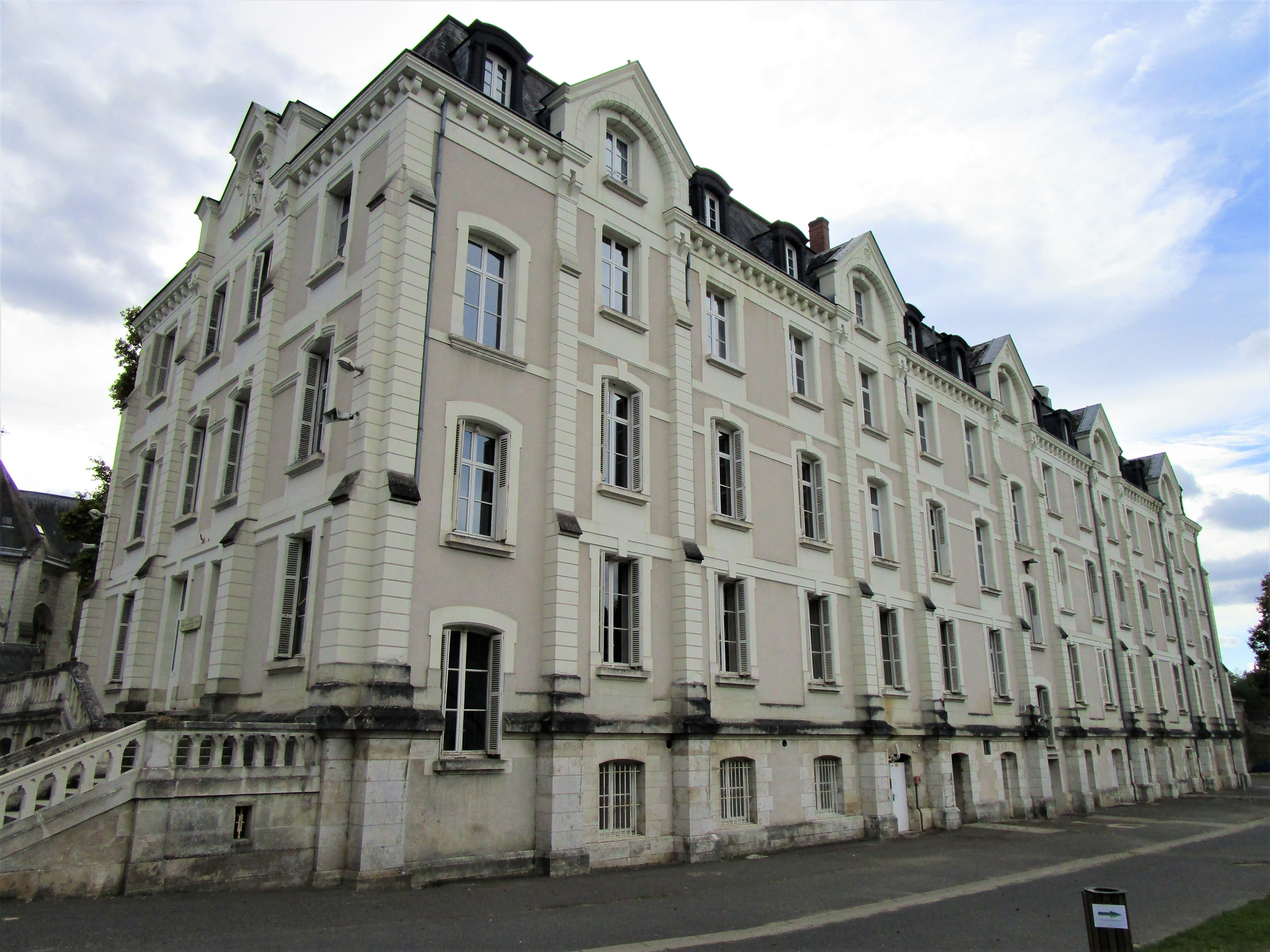
Школа
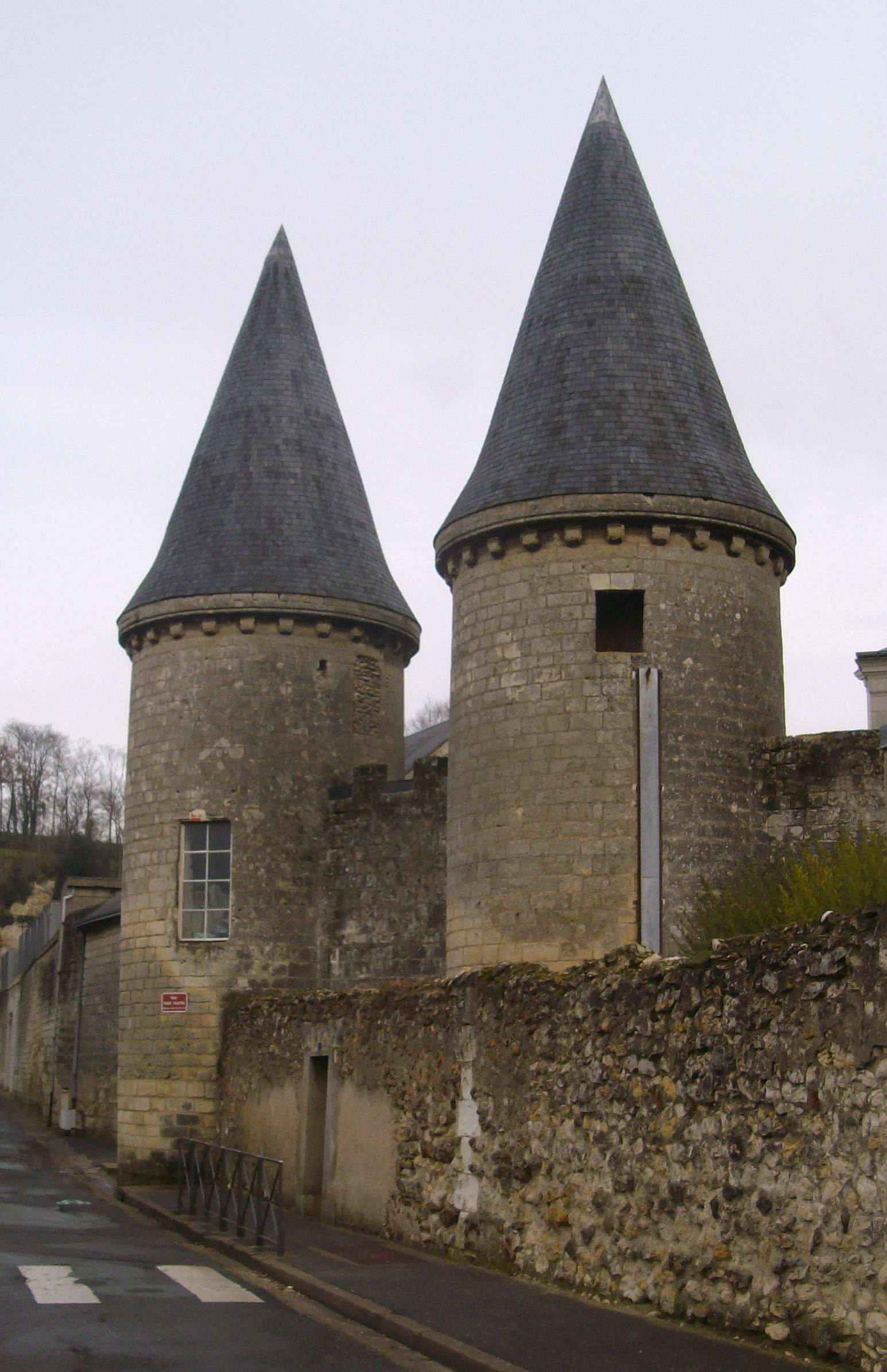
Вежі